# 3081-es busz
A 3081-es jelzésű autóbusz Szügy, Szécsény és Salgótarján között közlekedik, és a Volánbusz Zrt. üzemelteti. A menetrend külön járatszáma van a Szügy és Szécsény közlekedőknek, és külön járatszámuk van a Szécsény és Salgótarján közlekedőknek, de egy-egy ilyen járaton egy, ugyanaz az autóbusz végzi, ezzel átszállás nélkül lehet utazni Szügy és Salgótarján között.
Az autóbusz Szügy ipari parkjából indul a 2108-as úton keresztül, érintve Balassagyarmat déli ipari telepjét is. Balassagyarmattól Salgótarjánig az utat végig a 22-es főúton teszi meg. Salgótarjánban egy rövid szakaszon a 21-es főúton és a 2307-es úton is megy, míg el nem éri a helyközi autóbusz-állomást.

## Megállóhelyei
| 0                                                | Salgótarján, autóbusz-állomás                               | 85    | 1010, 1012, 1020, 1021, 1301, 1305, 1347, 1349, 1351, 1447, 3044, 3075, 3080, 3081 Hatvan–Somoskőújfalu-vasútvonal                                   | Salgótarján Salgótarján autóbusz-állomás |
| 2                                                | Salgótarján, megyeháza                                      | 83    | 1, 1U, 3C, 5, 6, 7, 7A, 7B, 7C, 8, 9, 11, 11A, 11B, 13, 14, 19, 27A, 36, 46, 58, 63, 63S, 113 3075, 3080                                             | |
| 4                                                | Salgótarján, SVT                                            | 81    | 1, 1U, 2A, 2T, 3C, 5, 6, 7, 7A, 7B, 7C, 8, 11, 11A, 11B, 13, 14, 19, 27A, 36, 46, 58, 63, 63S, 113 3075, 3080                                        | Tűzhelygyár, Salgótarjáni Szakképzési Centrum Stromfeld Aurél Gépipari, Építőipari és Informatikai Szakközépiskolája                                                   |
| 5                                                | Salgótarján, Külső-pályaudvar bejárati út                   | 80    | 1, 1U, 2A, 2T, 3, 3C, 4, 5, 6, 7, 7A, 7B, 7C, 8, 9, 11, 11A, 11B, 13, 14, 19, 27A, 36, 46, 58, 63, 63S, 113 3075, 3080                               | Salgótarján külső Salgótarján helyi autóbusz-állomás |
| 6                                                | Salgótarján, VOLÁN központ                                  | 79    | 1U, 3, 4A, 7A, 7C, 9, 13, 19, 36, 63S, 113 3075, 3080                                                                                                | KMKK - Nógrád Megyei Területi Igazgatóság |
| 7                                                | Salgótarján, TESCO áruház                                   | 78    | 3, 4A, 9, 13, 19, 36, 63S, 113 3075, 3080 | Tesco áruház |
| 9                                                | Salgótarján (Zagyvapálfalva), felüljáró                     | 76    | 9, 13, 19, 63, 63S 1010, 1012, 1020, 1021, 3075, 3080                                                                                                | |
| 11                                               | Salgótarján, szécsényi útelágazás                           | 74    | 9, 13, 19, 63, 63S 1010, 1012, 1020, 1021, 3075, 3080 Hatvan–Somoskőújfalu-vasútvonal                                                                | Zagyvapálfalva |
| 13                                               | Csókási erdészház                                           | 72    | 1010, 3075, 3080 | |
| 14                                               | Csókás puszta                                               | 71    | 1010, 3075, 3080 | |
| 16                                               | Kőkút puszta                                                | 69    | 1010, 3075, 3080 | |
| 19                                               | Kishartyán, Rákóczi út 37.                                  | 66    | 1010, 3075, 3080 | |
| 20                                               | Kishartyán, autóbusz-váróterem                              | 65    | 1010, 1012, 3075, 3080 | |
| 21                                               | Kishartyán, Rákóczi út 2.                                   | 64    | 1010, 3080 | |
| 23                                               | Ságújfalu, újtelep                                          | 62    | 1010, 3080 | |
| 24                                               | Ságújfalu, italbolt                                         | 61    | 1010, 3080 | |
| 25                                               | Ságújfalu, Zrínyi út                                        | 60    | 1010, 3080 | |
| 26                                               | Karancsság, újtelep                                         | 59    | 1010, 3080 | |
| 27                                               | Karancsság, Rákóczi út                                      | 58    | 1010, 3080 | |
| 28                                               | Karancsság, bejárati út                                     | 57    | 1010, 3080 | |
| 30                                               | Szalmatercs, községháza                                     | 55    | 1010, 3080 | |
| 32                                               | Piliny, Felső elágazás                                      | 53    | 1010, 3080 | |
| Csak a 12-es számú járat Babatfalvát nem érintik |                                                             |       | | |
| ∫                                                | Piliny, Tarjáni út 33.1                                     | +4    | 3080 | |
| ∫                                                | Piliny, autóbusz-váróterem1                                 | +2/3  | 3080 | |
| ∫                                                | Pilinyi elágazás1                                           | +1    | 3080 | |
| 33                                               | Babatfalva                                                  | 51    | 1010, 3080 | |
| 35                                               | Endrefalva, szövetkezeti italbolt                           | 50    | 1010, 3080 | |
| 36                                               | Endrefalva, Besztercei út                                   | 49    | 1010, 3080 | |
| 38                                               | Magyargéci elágazás                                         | 46    | 1010, 3080 | |
| 41                                               | Szécsény, vasútállomás bejárati út                          | 42    | 1010, 1011, 1012, 3075, 3080 S790 | Szécsény |
| 43-45                                            | Szécsény, autóbusz-állomás                                  | 38-40 | 1010, 1011, 1012, 3075, 3080 | autóbusz-állomás |
| 46                                               | Szécsény, egészségügyi centrum                              | 37    | 1012, 3080, 3084 | |
| 47                                               | Szécsény, újtelep                                           | 36    | 1010, 1011, 1012, 3080 | |
| 53                                               | Hugyagi elágazás                                            | 30    | 1010, 1012, 3080, 3305 | |
| 54                                               | Őrhalom, csitári elágazás                                   | 29    | 1010, 1012, 3080, 3305 | |
| 56                                               | Őrhalom, iskola                                             | 27    | 1010, 1011, 1012, 3080, 3305 | Őrhalmi József Attila Általános Iskola |
| 57                                               | Őralom, Rákóczi út 138.                                     | 26    | 1010, 1012, 3080, 3305 | |
| 59                                               | Őrhalom, Mária major                                        | 24    | 1010, 1012, 3080, 3305 | |
| 64                                               | Balassagyarmat, kórház Kenessey Albert Kórház               | 19    | 1, 1A, 1C, 2, 4, 5B, 6, 6A, 7, 7A, 7B, 8, 8C, 9, 9B 1010, 1011, 1012, 3080, 3305                                                                     | Dr. Kenessey Albert Kórház-Rendelőintézet |
| 66                                               | Balassagyarmat, Rákóczi út 72. Dózsa György út              | 17    | 1, 1A, 1C, 2, 4, 6, 6A, 7, 7A, 7B, 8, 8A, 9, 9A, 9B 1010, 3080, 3305                                                                                 | |
| 68-75                                            | Balassagyarmat, autóbusz-állomás                            | 13-15 | 1A, 2C, 4, 6, 6A, 8, 8A, 9A, 9B, 3314 460 1010, 1011, 1012, 1013, 1306, 1308, 3080, 3081, 3305, 3312, 3313, 3315, 3322, 3336, 3340, 3342, 3343, 3344 | Balassagyarmat autóbusz-állomás Tesco áruház |
| ∫                                                | Balassagyarmat, OTP Hunyadi utca                            | 11    | 1, 1C, 2, 2C, 4, 6, 6A, 7, 7A, 7B, 8, 9, 9A, 9B, 3314 3313, 3318, 3320, 3322, 3325, 3326, 3329, 3332, 3336, 3340, 3341, 3342, 3343, 3344, 3345       | Mikszáth Kálmán Művelődési Központ, Salgótarjáni Szakképzési Centrum Szent-Györgyi Albert Gimnáziuma, Szakgimnáziuma és Szakközépiskolája, piac, Spar áruház, OTP Bank |
| ∫                                                | Balassagyarmat, Kossuth Lajos út 2. Balassa utca            | 10    | 2, 2C, 3B, 7, 7A, 7B, 7D, 3314 1306, 1308, 3312, 3315, 3318, 3320, 3322, 3325, 3326, 3329                                                            | Pannónia Motorkerékpár Múzeum |
| 79                                               | Balassagyarmat, vasútállomás bejárati út Benczúr Gyula utca | 9     | 2, 2C, 3B, 7, 7A, 7B, 7D, 3314 460 1306, 1308, 3312, 3315, 3318, 3320, 3321, 3322, 3325, 3326, 3329                                                  | |
| 80                                               | Balassagyarmat, nyírjesi elágazás                           | 8     | 460 1306, 1308, 3312, 3315, 3318, 3320, 3321, 3322, 3325, 3326, 3329                                                                                 | |
| 82                                               | Balassagyarmat, Volán telep                                 | 6     | 2C, 6, 6A, 8A, 8C 460 1306, 1308, 3312, 3315, 3318, 3320, 3321, 3322, 3325, 3326, 3329                                                               | autóbuszgarázs |
| 84                                               | Balassagyarmat, MAHLE                                       | 4     | 2C, 6, 6A, 8A 460 1306, 1308, 3312, 3315, 3318, 3320, 3321, 3322, 3325, 3326, 3329                                                                   | MAHLE Compressors Hungary Kft. |
| 87                                               | Szügy, ZOLLNER parkoló                                      | 1     | 1308, 3312, 3321, 3322 | Zollner |
| 88                                               | Szügy, Magna Car Top Systems Kft.                           | 0     | 1308, 3312, 3322 | Zollner, Magna Car Top Systems |

1 csak leszállás céljából